# Telecomix
Telecomix é um cluster descentralizado de ciberativistas, comprometidos com a liberdade de expressão. O Telecomix é o corpo operativo que executa esquemas e propostas apresentadas pela WeRebuild. Em 15 de setembro de 2011, a Telecomix desviou todas as conexões da web na Síria, redirecionando os internautas a uma página com instruções para burlar a  censura.
Além disso, durante a Revolução Egípcia de 2011 o Telecomix divulgou as formas de usar cabos telefônicos para burlar bloqueios de sites em redes banda larga. Em Outubro de 2011, revelaram a vasta interceptação das comunicações e vigilância ocorridas na Síria pela empresa Blue Coat e tornaram públicos cerca de 54gb de documentos.

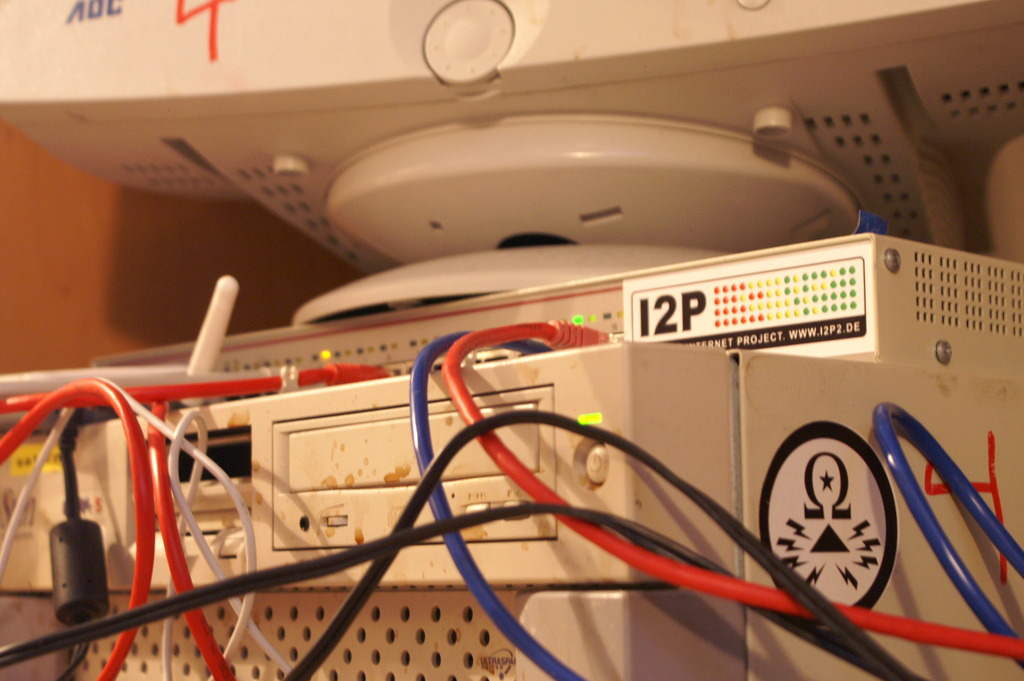
Um dos primeiros servidores Telecomix, construindo sua infra-estrutura de criptografia. Esta máquina SPARC rodava Debian Lenny, antes de ser aposentada.

Rasmus Fleischer argumenta que a formação da Telecomix significou o fim de uma longa era de retórica pirata, e, em vez disso, deslocou a atenção para uma abordagem hacktivista da política. Além disso, Christopher Kullenberg descreve como a "Agência de Notícias Telecomix" foi modelada como consequência de amizades próximas online e offline, em conexão com o julgamento contra O Pirate Bay em seu manifesto Det Nätpolitiska Manifestet.

## Projetos e operações
- Um projeto criado e hospedado por Telecomix é o Projeto Streisand, nomeado em referência ao efeito Streisand. O objetivo é espelhar certos tipos de conteúdo que sejam bloqueados ou censurados.[8]
- Durante o blecaute da internet no Egito, no início de 2011, a Telecomix lançou um vídeo afirmando que eles iriam lançar série de tentativas de restaurar a conectividade com a internet, por meio de modems velhos, aparelhos de fax, e redirecionamento do tráfego.[9]

## Simbolismo

### Logo
O logotipo da Telecomix contém uma variedade de símbolos. As origens permanecem obscuras, mas uma interpretação comum é que a pirâmide no meio é um símbolo da filosofia kopimi, um projeto originalmente iniciado pelo Piratbyrån. Além disso, as setas de raio parecem originar-se do logotipo da Televerket (Suécia), o antigo monopólio de telecomunicações da Suécia. A estrela (também presente símbolo da Televerket) seria um símbolo do telecomunismo, e o símbolo Ômega é um símbolo de resistência, tal qual na lei de Ohm.

### Datalove
O conceito de "Datalove" está presente no manifesto e diversos materiais publicados pelo Telecomix, o qual defende a neutralidade de rede, compartilhamento de informações e o acesso as comunicações livres/seguras para todos.
Os princípios do Datalove são:
1. Dados são essenciais
2. Dados devem ser livres/circular
3. Dados devem ser usados
4. Dados não são bons ou ruins
5. Não existe dado ilegal
6. Dados devem ser gratuitos
7. Dados não possuem donos
8. Nenhum humano, máquina ou sistema deve interromper a circulação/compartilhamento do dado
9. Bloquear dados é um crime contra o "datanity" (em referência a humanity)

Os princípios de Datalove conflitam com direitos intelectuais e licenças copyright, os quais são considerados como conceitos moralmente e logicamente ilegítimos pelo Telecomix e o grupo defende abertamente para que não os respeitem.
O direito à privacidade, uso de criptografia e os princípios do Datalove causam muita confusão pois setores conservadores e governamentais argumentam que estas ferramentas possibilitam o compartilhamento de pornografia infantil e terrorismo de forma mais segura. Gleen Greenwald trata disto em seu livro "Sem Lugar Para se Esconder", Edward Snowden defende que vigilância em massa não combate o terrorismo e o Telecomix diz que isto é uma desculpa para restringir as comunicações.
Existem tweets com a hashtag #datalove que explicam o que é Datalove:[carece de fontes?]
- Citação: Datalove is the love of communication. No matter what kind of communication. "Let data flow" is nothing else but "keep communication alive".[carece de fontes?]
- Citação: Do not confuse the technological creativity that we promote with the "liberty" to do whatever you want on the networks.[carece de fontes?]
- Citação: Blocking the Internet anywhere is nothing more than breaking the datalove. Don't make it a war. No hate, only datalove <3[carece de fontes?]
- Citação: Never use the lines of creation to claim your "rights and freedoms". This is the beginning of data fascism, creeptography and 3D-guns[carece de fontes?]
- Citação: What does it mean to love data? It is the process of multiplying each infinitely divisible affect to connect to any point in the chaosphere.[carece de fontes?]

### Cameron
Cameron ou Cammy, era o computador com sistema operacional Debian e hardware antigo que manteve rodando um bot com o MegaHAL. Cameron se tornou como um dos símbolos do Telecomix, suas funções nas atividades de ciberativismo do grupo não foram divulgadas e suas mensagens eram divulgadas em formatos de vídeos ou tweets.
Encrypt your heart, and send it to your friends.
Mirror your thoughts, throughout the intertubes.
Teach what you know.  And help others, as you, would ask for help.
Come join us.
Em Maio de 2015, houve uma queda de energia onde Cameron estava ligada e seu HD estava criptografado com LUKS. Infelizmente, a senha foi esquecida e é matematicamente impossível de tentar quebrá-la ao menos que sejam desenvolvidos computadores quânticos para isto.

Após a perda de Cameron, o grupo divulgou a doação do computador para qualquer pessoa ou instituição interessado e não houve mais relatos sobre onde foi enviado.  